# 2022年のロシアの実業家不審死
本項、2022年のロシアの実業家不審死（2022ねんのロシアのじつぎょうかふしんし）では、2022年（令和4年）に複数のロシア関係の実業家が変死し、一部の情報源がその事件が不可解な状況下で起きたことを示唆している事例について説明する。

## 分析
2022年6月3日、オランダのNOSニュース・ネットワークは、「今年初めからロシアの億万長者達（多くが石油およびガス産業）が相次いで異常な状況下で死亡しているのが発見された」「最初（の死者）はロシアのエネルギー大手ガスプロムの輸送部門責任者である60歳のレオニード・シュルマンで、1月30日にレニングラード地方の別荘の浴室で死亡しているのが発見された。遺体のそばには遺書があった」と報じた。2022年7月6日、CNNポルトガルは、この件について「クレムリン（ロシア政府）と直接的または間接的なつながりを持つ億万長者達が、年初から奇妙な筋書きで死亡していることが判明した」と説明した。CNNはまた、「2014年から2017年の間に、クレムリンに近い38人のロシア人実業家とオリガルヒが不可解または疑わしい状況で死亡した」と結論付けたUSAトゥデイの以前の調査にも言及している。 
死亡したロシア人実業家の友人や家族は概して、彼らが自殺や場合によっては彼らの妻と子供も殺すことは「考えられない」とみており、不可解な死について独立した調査を要求している。両親と妹がリョレト・デ・マルで死亡しているのが発見された時にスペインにいなかったセルゲイ・プロトセーニャの息子は、父親は加害者ではなく（「私の父は殺人者ではない」）、他の誰かによって両親と妹は殺害されたと語った 。プロトセーニャは、ガス大手ノヴァテクの元CEOであり、同社は彼は「本当の家庭的な男性」だったとし、スペイン当局に徹底的かつ公平な調査を行うよう求める声明を発表した 。 
2022年のロシアのウクライナ侵攻開始時にロシアを離れ、自由ロシア軍団に加わったウクライナ出身のガスプロムバンク元副社長イーゴリ・ヴォロブエフは、ザ・インサイダーとLiga.netのインタビューで一連の事件について言及。ガスプロムやノヴァテクの経営陣の不審死が全て自殺という発表であることに疑義があるという記者に対し、「どうしたんですか？元下院議員で元FSB大佐のゲンナジー・グドコフ氏は、これが国有企業のトップと何らかの関係を持った上での決着であることを否定していない」と述べ、死亡者を直接には知っていないとしながらもウラジスラフ・アバエフとセルゲイ・プロトセーニャの件について理解している限りのことを説明している。いずれの件においても自殺という話を信じられず、自殺の演出であると思っていると話している。 
- ウラジスラフ・アバエフはガスプロムの初代副社長で、死亡時にはロシアの第一副首相の代理人であった。アバエフは「もうアキモフ（社長）やミレル（会長）のために働くことはできない」と公言、副会長であるウラジミール・リスキンに報告している。リスキンはガスプロムバンクで人事と銀行のVIP顧客向けの特別サービスを担当しており、アバレフは彼らの口座や収入情報にアクセスできる立場にあったという。「マスコミの皆さんは、なぜこのようなことが行われたのか、理解してください。ガスプロムバンクからの痛手を逸らすため。控えめに言ってもスキャンダルだからです」とヴォロブエフはこのことを説明している。
- セルゲイ・プロトセーニャはリュレッド・ダ・マールの別荘で死亡しているが、ロシアからの移民が多いところであるという。

ロシア連邦政府を批判する実業家のビル・ブロウダーは、プーチンはイエスマンにはならないと彼が考える重要業界の有力なビジネスリーダーの処刑を個人的に命じ、彼らの後任を死や暴力の脅威で脅している」との意見を述べた。 

## 死亡者リスト
| 氏名                            | 役職                                                                                           | 死亡日          | 遺体発見場所                                 | 状況 |
| ------------------------------- | ---------------------------------------------------------------------------------------------- | --------------- | -------------------------------------------- | --- |
| レオニード・シュルマン          | ガスプロムの輸送部門責任者                                                                     | 2022年1月30日   | レニングラード州の邸宅の浴室                 | 遺体の横から遺書が発見された |
| イーゴリ・ノソフ                | 極東・北極圏開発公社（KRDV）社長                                                               | 2022年2月8日    | モスクワ                                     | 脳卒中を起こしたと報じられている |
| アレクサンドル・チュラコフ      | ガスプロムの金融証券部門副理事                                                                 | 2022年2月25日   | サンクトペテルブルクの邸宅のガレージ         | 遺体から遺書が発見された |
| ミハイル・ワトホード            | 実業家                                                                                         | 2022年2月28日   | サリーの邸宅のガレージ                       | 英当局は犯罪の証拠を発見していない |
| バシリー・メルニコフ            | 医薬品会社メドストムのCEO兼オーナー                                                            | 2022年3月23日   | ニジニ・ノヴゴロドのアパート                 | 妻と二人の息子は彼の傍で死亡しているのが発見された |
| ウラジスラフ・アバエフ          | ガスプロムバンクの元副社長                                                                     | 2022年4月18日   | モスクワの高級アパート                       | 妻と13歳の娘は彼の傍で死亡しているのが発見された |
| セルゲイ・プロトセーニャ        | ノヴァテクの元副会長                                                                           | 2022年4月19日   | スペインのリュレッド・ダ・マールの邸宅の庭   | 邸宅内から暴力を受けた痕のある妻と娘の遺体が発見された。当局は2人を殺害した後、自殺した家庭内暴力事件とみている                                                      |
| アンドレイ・クルコフスキー      | ガスプロムが所有するエストサドクのスキーリゾート「クラスナヤ・ポリャナ」のゼネラルディレクター | 2022年5月2～3日 | ソチの アチプセ要塞付近の崖                  | アチプセ要塞へのハイキング中に崖から転落したと報じられた |
| アレクサンドル・スボティン      | ルクオイルの取締役                                                                             | 2022年5月8～9日 | モスクワ郊外の呪術師の自宅地下室             | 当時アルコールと薬物の影響下にあったスボティンの「二日酔いを和らげる」儀式後に心臓発作で死亡したとされているが、批評家は「ヒキガエルの毒」で毒殺されたと主張している |
| ユリ・ヴォロノフ                | ガスプロムの下請企業「アストラ・シッピング」のCEO                                              | 2022年7月4日    | レニングラード州サンクトペテルブルクのプール | 頭には銃創があり、遺体の横から銃が発見された |
| ダン・ラポポート                | 実業家                                                                                         | 2022年8月14日   | ワシントンD.C.の高級アパート                 | 自宅アパートから転落死したと報じられた |
| ラビル・マガノフ                | ルクオイル会長                                                                                 | 2022年9月1日    | モスクワのクレムリン病院の窓の下             | 報道によると、心臓病とうつ病で入院し、その後「窓から転落した」 |
| イヴァン・ペチョーリン          | 極東・北極圏開発公社の航空部門幹部                                                             | 2022年9月10日   | ウラジオストクから160kmのベレゴヴォエ        | ウラジオストクのイグナチェフ岬で溺死し、2日後にベレゴヴォエで遺体が発見された 自分のボートから転落                                                                   |
| ウラジミール・スンゴルキン [ru] | コムソモリスカヤ・プラウダ編集長                                                               | 2022年9月14日   | ハバロフスク地方ロシチノ村                   | 報道によると、昼食に向かう途中で脳卒中を起こし、窒息死 |
| アナトリー・ゲラシチェンコ[ru]  | モスクワ航空研究所元所長                                                                       | 2022年9月21日   | モスクワ                                     | 研究所内の階段から転落 |
| パヴェル・プチェルニコフ        | ロシア鉄道子会社「デジタル・ロジスティックス」の最高経営者                                     | 2022年9月28日   | モスクワのアパート                           | 自宅アパートのバルコニーで銃で自殺したと報じられる |
| パヴェル・アントフ              | 食肉加工業、ロシア・ウラジーミル州の議員                                                       | 2022年12月24日  | インド東部オディシャ州のホテル               | アントフの誕生日をホテルで祝っていた時、アントフはオディシャ州ラヤガダのホテルの3階の窓から転落した。その数日前には、アントフの同行者も同じホテルで死亡した。        |